# Neville (Ohio)
Pour les articles homonymes, voir Neville.
Neville est un village américain situé dans le comté de Clermont, dans l'Ohio. Selon le recensement de 2010, sa population est de 100 habitants.